# 四郷村 (和歌山県)
四郷村（しごうむら）は、和歌山県伊都郡にあった村。現在のかつらぎ町の北西端、国道480号の沿線にあたる。

## 地理
- 山岳：成高峯、大石ヶ峰、経塚山、宿山、三国山、燈明岳
- 河川：穴伏川

## 歴史
- 1889年（明治22年）4月1日 - 町村制の施行により、広口村・平村・東谷村および滝村の大部分（飛地を除く）の区域をもって発足。
- 1955年（昭和30年）3月31日 - 大谷村・笠田町と合併して伊都町が発足。同日四郷村廃止。